# Fontaine-Uterte
Fontaine-Uterte es una comuna francesa situada en el departamento de Aisne, de la región de Alta Francia.

## Geografía
Fontaine-Uterte está ubicada a 10 km al norte de San Quintín.

## Demografía
| 168 | 165 | 205 | 159 | 135 | 119 | 108 | 127 | 138 | 135 |
| Para los censos de 1962 a 1999 la población legal corresponde a la población sin duplicidades (Fuente: INSEE [Consultar]) |     |     |     |     |     |     |     |     |     |